# 台 (朝霞市)
台（だい）は、埼玉県朝霞市の大字。旧新座郡台村。郵便番号は351-0003。

## 地理

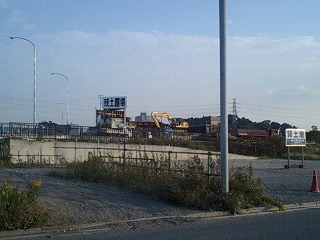
残土置場

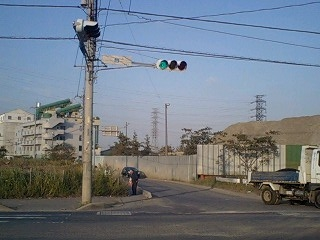
台交差点（南側から）画面外左奥が油槽所になる。

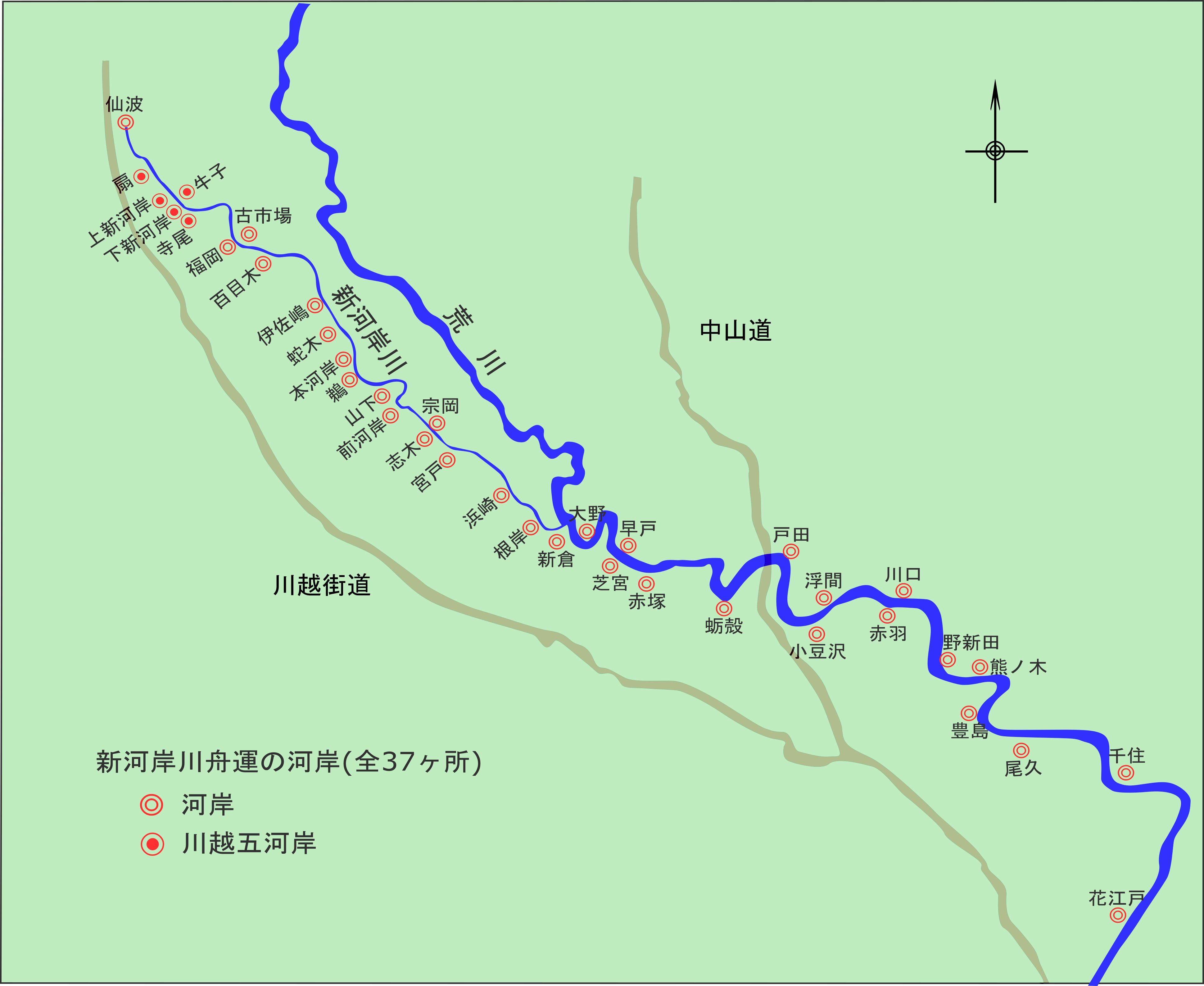
荒川・新河岸川の河岸場

埼玉県朝霞市の東南部に位置し、新河岸川を跨いだ北部を下内間木、東部を根岸飛地及び下内間木飛地、東南部は越戸川を隔てて和光市新倉、南部を根岸台、西部を根岸と接している。地区の一部は歴史的な背景もあり大字根岸と交錯している。北辺に関しては、根岸・下内間木との境界線が交錯しているだけでなく、新河岸川の流路変更も相俟って複雑な飛地群を形成している。また、新河岸川の対岸、下内間木とは内間木橋（2020年7月1日廃止）及び朝霞水門で接続している。北辺を新河岸川が流れている。
新河岸川に沿った低湿地にあたり、かつては短冊状の水田地帯だったが、1980年代以降は主に工業用地として利用されている。ジャパンエナジー朝霞油槽所（旧：共同石油朝霞油槽所）のほか、残土置場や最終処分場が散見される。西北から東南に市道が貫いている。
最寄駅は東武東上線朝霞駅になるが、約2km離れている。朝霞市内循環バス根岸台線が通っており、これを利用して東武東上線朝霞台駅（JR武蔵野線北朝霞駅）に到達できるが、当地からの最寄りのバス停はいずれも区域外の根岸台にある。

### 河川
- 新河岸川 - 北辺を東流している一級河川。かつては水運に利用され、台河岸が存在した。
- 越戸川 - 東辺を北流している一級河川。

## 歴史
古くは新倉郷広沢庄に属した。江戸時代の台村は根岸村から別れたとされているが、『正保国絵図』には台村の村名は掲載されておらず、正保年間には根岸と台がひとつの村であり、台はその小名だったことが窺われる。さらに以前は溝沼村も併せて一村だったとされる。『武蔵田園簿』によれば、1695年（元禄8年）の検地を機に分村したと伝えられる。
江戸期を通じて根岸村と混在し、散在する家や田畑ごとにその所属する村が異なる状態であり、このことから2村を併せて「根岸台村」あるいは「台根岸村」と呼び習わされていた。また、1732年（享保17年）、広沢原新田の一部が割付された。江戸時代の初期から中山助六郎の知行であったが、上知令により天領となり、化政期には代官川崎平右衛門の支配となった。名主は代々金子家が世襲した。『新編武蔵風土記稿』では人家60軒程。この時代の小名として堂山が挙げられる。1695年（元禄8年）には松平美濃守（柳沢吉保）、1731年（享保16年）に筧播磨守、1772年（明和9年）には久保田十左衛門等の検地を受けている。『武蔵田園簿』に台村の村高の記載は無いが、元禄郷帳において村高345石余り、天保郷帳において361石余りが記録されている。また助郷は川越街道膝折宿へ出役の対象になっていた。
新河岸川南岸には幕末から明治にかけて渡辺五右衛門・石原源之丞の船問屋を持つ台河岸が開かれていた。根岸河岸のすぐ下流に位置し、田無・保谷などから陸路で運ばれた穀物・甘藷を主な積荷とする根岸河岸とは対照的に、主に建築用の土を運び出し、肥灰・日用品等を荷揚げしていた。下流に井口河岸と呼ばれる河岸もあり、こちらには保管用の倉庫が建てられていた。。またこの地域では荒木田・へな土等と呼ばれる壁土や瓦の原料として使われる土を産出し、台河岸から運び出していた。昭和まで北部に残っていた水田はこの土を運び出した跡を開発したものであり、この水田は現在その一部が残土置場になっている。
明治時代に入り、台村は1872年（明治5年）の大区小区制では第二大区第六小区、翌1873年（明治6年）の熊谷県設置以降は南第二大区第六小区に配置された。1876年（明治9年）の人口は346人。
1876年（明治9年）から翌年にかけて、境界線が交錯していた台村と根岸村との間で合併の機運が高まり、新村名を「若柳村」としたものの、飛地の処理が支障となり、実らなかった。
1878年（明治11年）の郡区町村編制法を受けて翌1879年（明治12年）に大区小区制が廃止され、各町村に戸長と筆生をおくものとされた際、岡村・根岸村と連合して戸長役場を置いた。1884年（明治17年）の連合戸長制の実施により、台村は浜崎村・宮戸村・田島村・上内間木村・下内間木村・岡村・根岸村と連合して浜崎村連合戸長役場を置いた。
1889年の町村制施行に際し、台村には根岸村・上新倉村と合併し新倉村となる案が示されたが、これに対し台村及び根岸村は習俗を同じくする岡村との合併を埼玉県に嘆願した。この結果、1889年（明治22年）4月1日の町村制施行時、台村は（旧）膝折村・溝沼村・岡村・根岸村と合併し新座郡膝折村となり、台は膝折村の大字となった。
翌1890年（明治23年）の第一回帝国議会において「郡分合ニ関スル法案」が提出され、これを受けて埼玉県知事小松原英太郎が内務省に対し「新座郡を北足立郡に統合することは全く問題ない」と上申したことが発端となり、膝折村を含む2町7ヶ村から北足立郡への統合を撤回するとともに、東京府北豊島郡への統合を求める請願運動が起きた。しかし、1896年（明治29年）3月29日には榑橋村及び新倉村の一部を除いて北足立郡への統合が行われ、台は北足立郡膝折村の大字となった。1932年（昭和7年）5月1日に町制施行及び改称により北足立郡朝霞町大字台となった。
1967年（昭和42年）3月15日、市制施行により朝霞市大字台となった。
1970年（昭和45年）5月1日、一部が大字溝沼・大字根岸・大字岡と併せ栄町2･4丁目となった。また1979年（昭和54年）5月5日、南側の大部分が大字根岸・大字岡と併せ根岸台となった。現在の台はかつての台村のうち、北側の一部のみが大字台として残っている。

### 地名の由来
一般に田地に張り出した場所を根岸と呼び、根岸の上の高く平坦な場所を台と呼ぶことにより、台地上にあることから台と名づけた。

### 沿革
- 1695年（元禄8年）頃 - 新座郡根岸村より分村。
- 1732年（享保17年） - 広沢原新田の一部が割付される。
- 1871年（明治4年）12月25日 - 廃藩置県により、入間県に所属、入間県新座郡台村となる。
- 1872年（明治5年）10月10日 - 大区小区制の施行により第二大区第六小区に属する。
- 1873年（明治6年）6月15日 - 入間県が群馬県と合併し、熊谷県となる。大区小区は南第二大区第六小区に属する。
- 1876年（明治9年）8月21日 - 第2次府県統合により、埼玉県の管轄となる。
- 1878年（明治11年）7月22日 - 郡区町村編制法により、岡村・根岸村と連合して戸長役場を設置する。
- 1884年（明治17年） - 連合戸長制の実施により、浜崎村・宮戸村・田島村・上内間木村・下内間木村・岡村・根岸村と連合して浜崎村連合戸長役場を設置する。
- 1889年（明治22年）4月1日 - 町村制の施行により、膝折村・溝沼村・岡村・根岸村と合併し新座郡膝折村となり、新座郡膝折村大字台となる。
- 1896年（明治29年）3月29日 - 新座郡が北足立郡に統合され、北足立郡膝折村大字台となる。
- 1932年（昭和7年）5月1日 - 町制施行及び改称により、北足立郡朝霞町大字台となる。
- 1967年（昭和42年）3月15日 - 市制施行により朝霞市大字台となる。
- 1970年（昭和45年）5月1日 - 大字台の一部が大字溝沼・大字根岸・大字岡と併せ住居表示を行い栄町2･4丁目となる。
- 1979年（昭和54年）5月5日 - 大字台の南側が大字根岸・大字岡と併せ住居表示を行い根岸台となる。

### 史跡
- 台河岸跡 - 台の城山遺跡及び郷戸遺跡はかつての大字台字郷戸に所在したが、この場所は現在の根岸台8丁目10番付近にあたり、現在の大字台地内ではない[14]。

## 世帯数と人口
2021年（令和3年）8月1日現在の世帯数と人口は以下の通りである。
| 大字 | 世帯数 | 人口 |
| ---- | ------ | ---- |
| 台   | 4世帯  | 8人  |

## 小・中学校の学区
市立小・中学校に通う場合、学区は以下の通りとなる。
| 番地         | 小学校                 | 中学校                 |
| ------------ | ---------------------- | ---------------------- |
| 334〜359番地 | 朝霞市立朝霞第三小学校 | 朝霞市立朝霞第五中学校 |
| その他       | 朝霞市立朝霞第九小学校 | 朝霞市立朝霞第二中学校 |

## 交通
地内に鉄道は敷設されていない。

### バス
- 朝霞市内循環バス 根岸台線
  - 朝霞市役所 - 朝霞駅南口 - 朝霞駅東口 - 根岸台八丁目 - 岡三丁目 - 北朝霞駅 - 朝霞浄水場前 - わくわくどーむ
  - 最寄りのバス停はいずれも区域外の根岸台にある。

### 道路
2010年に入ってから台交差点付近で道路工事が開始され、国道254号バイパスの一部として開通した。この道路は将来和光富士見バイパスの一部となり、北上して富士見川越道路と接続する予定である。
- 東通り
- 内間木通り
  - 内間木橋 - 2020年7月1日に廃止となった[17][18]。

## 施設

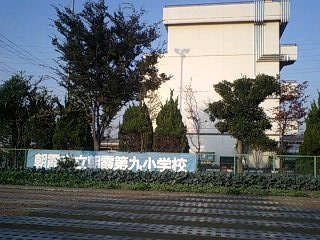
朝霞市立朝霞第九小学校

- 朝霞市立朝霞第九小学校（校庭の一部のみ）
- 朝霞水門（飛地の一部）
- ジャパンエナジー朝霞油槽所